# 検索表
検索表（けんさくひょう、英：identification key）とは、生物の種などの分類群を同定する際に補助とするためのもので、普通は文章で示される二者択一の選択肢を選んで行けば、分類群を特定できるようになっている。英語では(Identification) Keyというが、未知や神秘を暴いたり説明したりするものに対して鍵と言うことが生物学で流用されたものとされる。

## 概説
生物の同定は、なかなか難しいものである。形態がよく似ているものがあり、同じ種でも個体変異がある。それぞれの特徴の現れる形質のありかも分類群によってさまざまで、なれない者が見比べても判断がつきかねることも多い。そこで、その中から目当てのものを選ぶ手助けとして考案されたものが検索表である。最も標準的な検索表は二者択一式のものである。生物の分類に利用できる形質の中から、はっきりと区別できるような特徴を取りだし、二者択一の形で並べたもので、選択肢のどちらかを選ぶと次の選択肢に飛ぶようになっており、これを繰り返して行けば候補の種が選択できる。
検索表は、図鑑によくついている。特に、やや専門性の高いものにはつくことが多い。これらの書籍は同定を目的とするため、当然の措置であろう。さらに検索のために特化した検索図鑑と銘打ったものもある。これは図鑑一冊が丸ごと検索表となっており、その間に解説と図版が収まるといった体裁のものである。
むしろ子供向けや近年の写真図鑑には繁雑さを嫌ってか、つかないことが多い。いずれにせよ、これらの図鑑はそもそも網羅性が低いので、付属していても役には立ちづらいであろう。
専門的な書籍では植物誌などにはほとんど掲載される。学術論文では、ある群を網羅的に扱ったモノグラフや新分類群の記載の場合に検索表をつけることが多い。後者に関しては、これを付すような要請は行われていないが、どちらの場合も類縁群との差や区別を明確にすることが必要であることから、それを明確にし、見通しをよくする役割がある。

## 具体例
以下に、簡単（かついい加減）な検索表の例を示す。水田の魚の検索表を作って見よう。対象となるのはメダカ・フナ・ドジョウ・ナマズである。
1：口元に髭がある･･････2へ
1：口元に髭がない･･････3へ
2：頭部は偏平で幅広い･･････ナマズ
2：頭部は偏平でない･･････ドジョウ
3：体は左右に偏平、中央付近が幅広い･･････フナ
3：体は左右に偏平ではない･･････メダカ
捕まえた魚を見て、口元に髭があれば1の上の方を選び、指示に従って2へ行く。次に顔つきを見て、明らかに偏平で幅広ければナマズがその種名の候補に上がったことになる。

## 取り上げる形質
上記の例は、あまり必要性のない、非現実的な例であるが、一応の検索表の体は成している。検索表にはいくつかの型があり、例えば各項目に数字を当てる場合、アルファベットなどの記号を当てる場合、対立する項を直下に並べる例、分岐を間に挟む例などがある。いずれにせよ、視認性に配慮してインデントを段階的に落としてあるのが普通である。
ここで問題は、どのような形質を取り上げるかである。使う側からすれば、出来る限り、はっきりと区別できる特徴であることが望ましい。大きさは重要な特徴ではある。メダカとフナなど、親の大きさでは何倍もの差があるから、一目瞭然である。しかし、稚魚の場合、どこまで大きくなるのかは判断するのが難しいので、実用的には問題がある。植物の種子などの場合は、成熟しなければできないので、この問題は少ない。色なども目立つ特徴ではあるが、区別が難しい場合もあり、また群によっては変異が多くて役に立たない場合もある。
作る側からすれば、対象の中のはっきり目立って異質なものはまずはね除ける、というのも一つのあり方である。それ以上は、検索のあり方によっても大きく異なる。

## 対象とする群の大きさ
検索表は、それぞれに対象とする範囲が決まっている。あるいは決まった対象を仕分けるために作られると言ってもいい。その対象とする分類群の範囲が小さい場合には検索表は非常に有効である。基本的には同じ仕組みの生き物の、群ごとの区別点を取り上げて行くことになる。分類を基本とする図鑑や専門の学術論文などにあるのはこの型である。
それに対して、非常に広い範囲をカバーしなければならない検索表もあり得る。例えば土壌動物や海底の底生生物など、ある採集法で非常に広範囲の生物群が採集されてしまう場合、それらの同定の補助のために検索表が作られることがある。その際、対象とする生物群は非常に多数の門にまたがる可能性があり、とても異なった体制のものを仕分ける検索表が必要になる。
一般的には、群が大きくなるほど検索表は扱いにくくなる。高次の分類群間の差は、その体制などの基本的な部分であるが、外見からは見て取りにくいことも多く、同時に例外が多いからである。

## 振り分けの方向
検索表における振り分け方には、大きく二つの方向性がある。一つは分類体系に沿ったもの、もう一つは判別の簡便さを狙ったものである。

### 分類体系に沿って
生物の分類は、上から決まった段階に別れ、上位の群内には複数の下位群が含まれる枝分かれ的構造を持っている。そこで、この枝分かれにしたがって振り分けるようにするのである。目・科・属とそれぞれに直下の下位群の検索をつけるのが普通であるが、例えば目から属までひとまとめに検索できる表をつけるなどの例もある。属以下の場合も亜属や節が設けられている場合、それに沿って分けて行く。
分類の専門書や専門性の高い目の図鑑ではこの形を取るものが多い。この型の利点は、分類体系に沿った分け方であるために、体系についての見通しがよいことである。問題点はどのような体系にも例外が必ずあることで、そのような種では検索表をたどってたどり着けなくなる恐れがある。また、高次分類群の場合、検索表はほとんど非実用的になりがちである。
例えば、種子植物の目や科を探すための検索表は大変である。さらに琉球植物誌では琉球諸島に分布する維管束植物に対する検索表を載せている。その最初の段階は胞子の発芽のあり方から始まり、これでシダ植物と種子植物に分けているが、これなど実物相手に確認することはまず不可能である。
このような検索表は、知識のあるものは使わないし、全く知らないものには使えない。口さがないものからは、そんなふうに言われることもある。
したがって、一般的な図鑑では、あまり上位の分類群には検索表を置かないのが多く、科や属の段階から各個に検索表をつける。そこまでの判断は絵合わせでやってくれ、と言ったところである。たいていはこれでうまく行くのだが、中にはミゾハコベとミズマツバとスズメノハコベのように、科が全然違うのに外見では似ているものがあり、困らされることがある。

### 判別を狙ったもの
分類体系を無視してでも、とにかく見分けることを目的として組み立てるものである。鑑別分類的と言ってもいいだろう。
たとえば植物の検索図鑑などのよくあるやり方では、まず葉の形で、単葉と複葉に分けてしまう。そこから鋸歯があるかどうかなど、分類体系にはあまり関係ないが、外見的に判別しやすい特徴で仕分けて行く。
この方法では分類体系的な見通しはよくないが、現実的には扱いやすい。樹木の検索図鑑などにこの例がある。樹木はみな形が似ていて、しかも分類学上で重視される花や果実が見当たらない時が多いので、鑑別的な方が実用的である。
土壌動物ではまず殻があるか、足があるかといった区分で大きく分けるやり方がある。例えば節足動物は足がある区分にはいるのだが、昆虫の幼虫には足のないものも多いので、この両方に少しずつ入っていることになる。

## 図との併用
検索表は文章で表現できるものを対象とするのが普通であるが、図を併用することもある。専門的なものでは図をつけない例が多い。詳細は各論部分にまかせる姿勢である。むしろ初心者向け、一般向けのそれにつける例が多い。例えばイネ科の検索で、まず穂全体の姿をいくつか例示してその中から選ばせる例（イネのようにバラバラのものか、ムギのようにまとまっているか、と言った風）がある。このような方法は取っ付きやすく、ひとまず大まかにいくつかの型に分ける、という段階を作ることでそれ以降の絞り込みが容易になる。しかし、実際には中間的なものやあいまいなものがあり、すっきりと割り切れないものもある。

## 問題点
検索表は便利なものではあるが、万能ではない。使い方を間違えては仕方がないし、また検索表という形そのものにも問題がある。

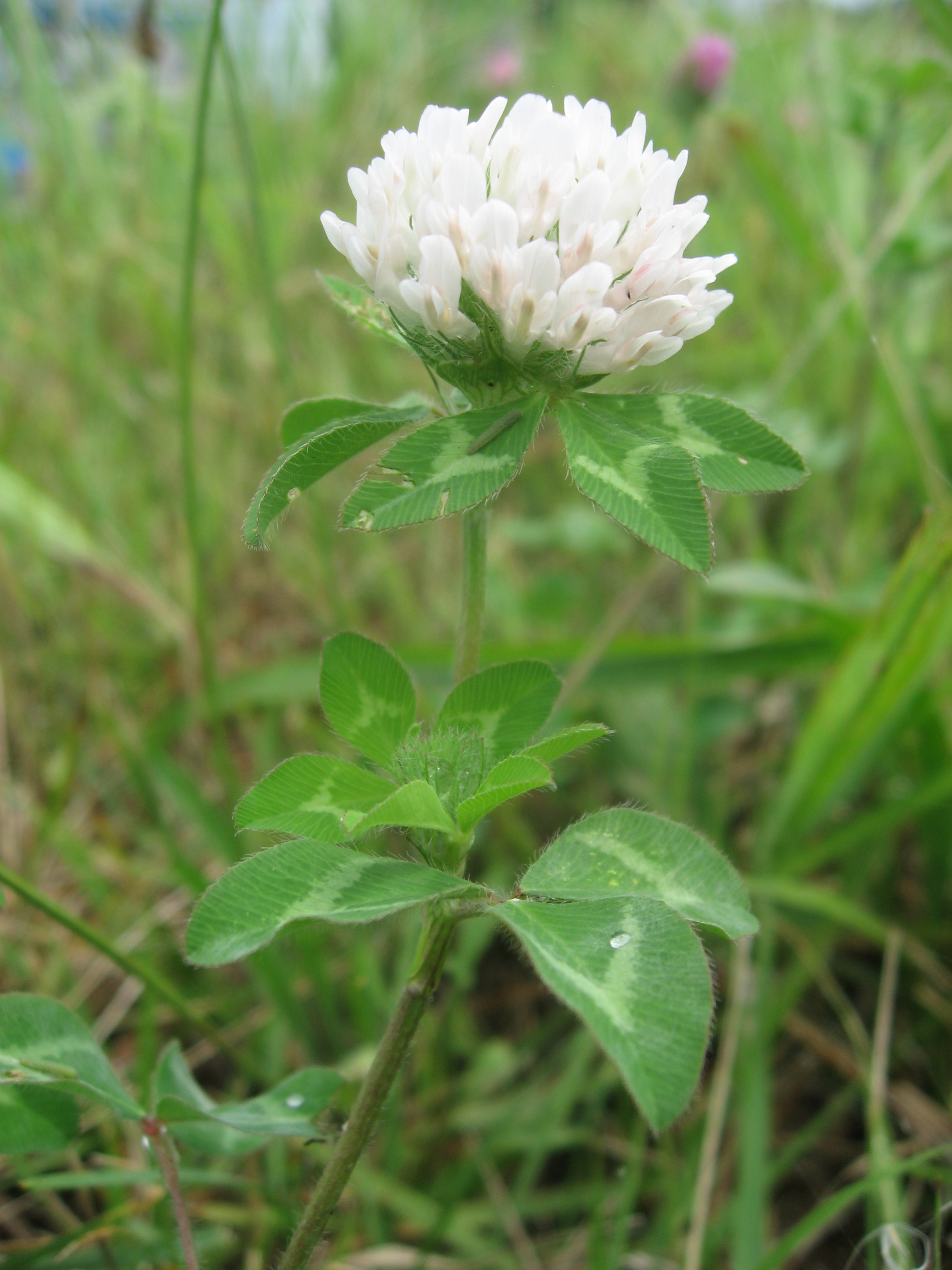
ムラサキツメクサの白花

うまく行かない場合の例として、対象とする個体が標準から外れていた場合がある。先述の水田の魚の例で、例えば捕まえた魚が髭の切れたナマズだった場合、髭がないので絶対にナマズにたどり着かない。このような例は複数個体を集めて比較することでほぼ避けられる。植物では、多くの花に突然変異として白花が出る可能性がある。これはあらゆる場合に花色による区別判断を無効化する。

そう言った特殊なものでなくても、個体変異の幅がある場合も困る。たとえばアカネ科ルリミノキ属のマルバルリミノキは葉柄がないか又は短いのだが、これを検索に使おうとすると、「葉柄はないか又は短い」と「葉柄はある」を選択肢にしなければならない。これでは目の前のものがどちらなのか分からない。このような問題を避けるために、検索表の方の工夫として複数箇所に同じ種（などの分類群）を置くこともある。つまり、「葉柄はない」ならマルバルリミノキ、「葉柄はある」なら次の選択肢に進み、そこで「葉脚は左右不対称」ならばまたマルバルリミノキにたどりつける（琉球植物誌の例）。
いずれにせよ、検索表のもつ大きな問題点は、区別すべき特徴に順序をつけることにある。どのように工夫しても、最初の方で選択を間違えると大きくはずれたところに飛ばされてしまう。したがって、検索表をたどって得られた結果は、絶対に鵜呑みにしてはならない。必ず行き当たった分類群の詳しい解説や図版と付き合わせて確認すべきであり、おかしい部分があれば見直す必要がある。
もう一つ、注意すべきなのは検索表が候補を絞る過程であることである。もともと候補に上がっていないものには行き当たらない。しかし、実際に生物を捕まえた場合、それが候補外であること、例えば新発見であったり、未記載種であったりする可能性があることも考える必要がある。

## 微生物の場合
微生物、特に細菌類では形態が単純であることが多く、生理作用が重要な特徴となっており、例えばどの糖を利用できるかとか、どのような成分を発生させるかなどの特徴で分類される。それを調べるために、代表的なものには識別培地が用意されるが、これを検索表に持ち込むと、なかなかやっかいなことになる。
例えば
- ショ糖を利用可能である
- ショ糖を利用可能でない

に並べて
- ショ糖利用は不明

という項が並び、しかもそこにはいるのが多い事があり、とうてい検索表の体をなさないことすらあるらしい。

## 代替的手法
先に述べたように、検索表は特徴に順位をつけて扱う点に問題がある。これを避ける試みとして、特徴の一覧を作ってしまう方法がある。
たとえばある属の種を全部取り上げ、次に種の区別に使える特徴や形質を網羅的に取り出し、形質ごとにそれに当てはまる種をすべて上げてしまう。使う側では対象の標本に見られる計質を調べ、それぞれの形質ごとに候補種がわかる。複数の形質を調べて、それぞれの形質から選べる候補種のうちの共通するものが候補として絞られる。それが一つになればそれが本当の候補となる。
例えば先の水田の魚の例であれば、aフナ、bメダカ、cナマズ、dドジョウとすると、以下のような風である。
- 口のそばに髭がある：c, d
- 頭部はやや偏平である：b, c
- 体ははっきりと左右から偏平である：a
- 体表の鱗は明瞭：a, b

この方法は形質に順位がないのでとにかく分かりやすい形質から順に当たって行けるし、その標本から得られない形質は無視できる。問題は、このような操作が人間の能力では手に余ることである。
しかし、これはカード型データベースにおける絞り込みのやり方そのものなので、ヒトの能力では扱いづらいが、コンピュータを利用する場合は有力である。今後はこの方向での活用も試みられるであろう。